# Un bambino chiede aiuto
Un bambino chiede aiuto è un film TV del 1994 diretto da Sandor Stern.